# Notsodipus magdala
Notsodipus magdala là một loài nhện trong họ Lamponidae. Loài này được phát hiện ở het Noordelijk Territorium.